# 俄羅斯—烏克蘭天然氣爭端

天然氣管線送到歐洲的途徑

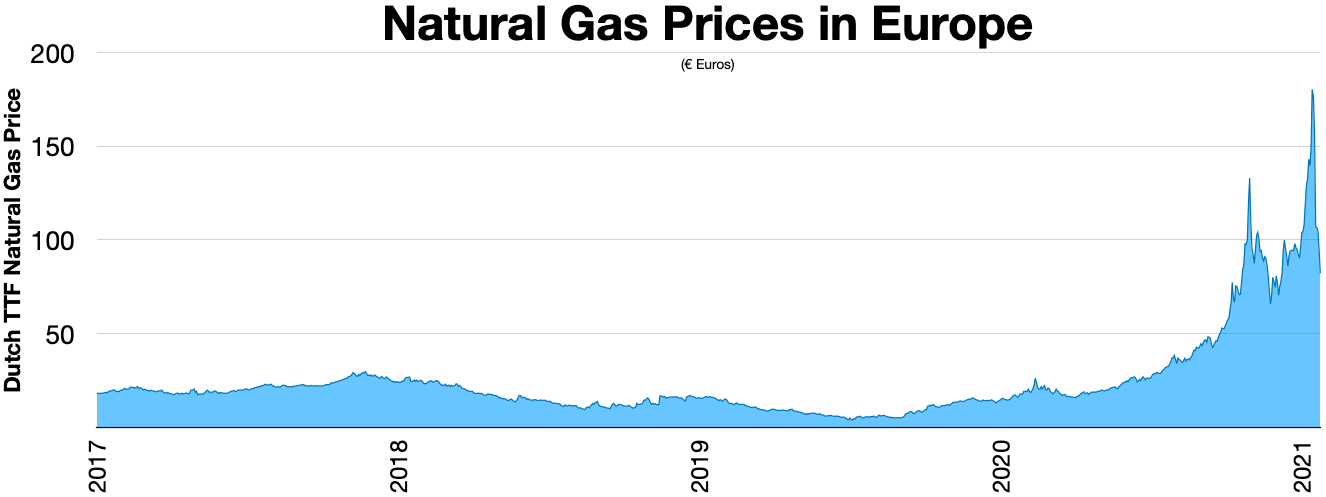
歐盟天然氣價格

俄羅斯－烏克蘭天然氣爭端是指一些烏克蘭石油天然氣公司Naftohaz Ukrayiny和俄羅斯的天然氣供應商俄罗斯天然气工业股份公司在天然氣供應，價格和債務上的糾紛。
俄羅斯提供了歐盟消耗的天然氣約四分之一; 在抵達歐盟國家之前，大約80％的出口通過烏克蘭境內的管道運輸。
2006年，烏克蘭與俄羅斯爆發天然氣危機。2008年12月，俄方要求乌克兰季莫申科政府偿还拖欠的24亿美元天然气欠款，遭到乌克兰拒绝。2009年1月7日，俄羅斯切断了途经乌克兰的输欧天然气。后经欧盟调解，双方于当年1月19日签署了为期十年的天然气供气协议，俄总理普京及乌总理季莫申科出席了签字仪式。根据该供气协议，2009年俄罗斯供给乌克兰的天然气价格相当于欧洲气价的80%，2010年起恢复以市场为基准的定价公式。2010年2月，亚努科维奇当选乌克兰总统后，與普京签署天然协议，气价从485美元/千立方米降至234美元/千立方米左右，不過俄位于克里米亚半岛上的塞瓦斯托波尔海军基地租期截止日期要從2017年延長至2042年。
2014年2月，乌克兰危机爆发后，亚努科维奇出逃，后克里米亚并入俄罗斯。俄总理梅德韦杰夫表示。俄输往乌克兰的天然气从2014年4月1日起恢复485美元/千立方米。俄同时表示恢复向乌克兰供应天然气的预付款机制，如果乌克兰不按时交纳预付款俄方将于6月2日关闭输往乌克兰的天然气管道。
俄羅斯計劃在2018年後完全放棄通過烏克蘭向歐洲供應天然氣。俄羅斯天然氣工業股份公司已大幅減少其通過烏克蘭的天然氣量，並表示打算通過運輸多樣化管道進一步降低（ 北溪、土耳其溪等）通向烏克蘭的天然氣。
2025年1月1日基輔時間上午7點，俄烏雙方之間於2019年簽署的天然氣供應協議到期，烏克蘭終止輸送俄羅斯天然氣至歐洲。

## 另見
- 记住天然气的事，不要购买俄货！（烏克蘭語：Пам'ятай про газ — не купуй російських товарів!）
- 友谊输油管道
- 納布科輸氣管
- 北溪天然气管道
- 俄羅斯和白俄羅斯的能源爭議

## 外部連結
- Гай-Нижник П. П. Росія проти України (1990–2016 рр.): від політики шантажу і примусу до війни на поглинання та спроби знищення.（页面存档备份，存于） – К.: «МП Леся», 2017. – 332 с. ISBN 978-617-7530-02-1
- The Russian-Ukrainian Gas Conflict: Russian Analytical Digest No. 53, 20 January 2009
- Relations of France with Russia and NATO, and the gas crisis between Russia and Ukraine, ISRIA, 14 January 2009
- Gazprom Ukraine Facts (Gazprom's website)
- Map of major natural gas pipelines in central and eastern Europe（页面存档备份，存于）, BBC (based on INOGATE detailed European map)
- Timeline of events in Ukraine’s gas dealings July 2004 – February 2011（页面存档备份，存于） by Kyiv Post